# Video viral

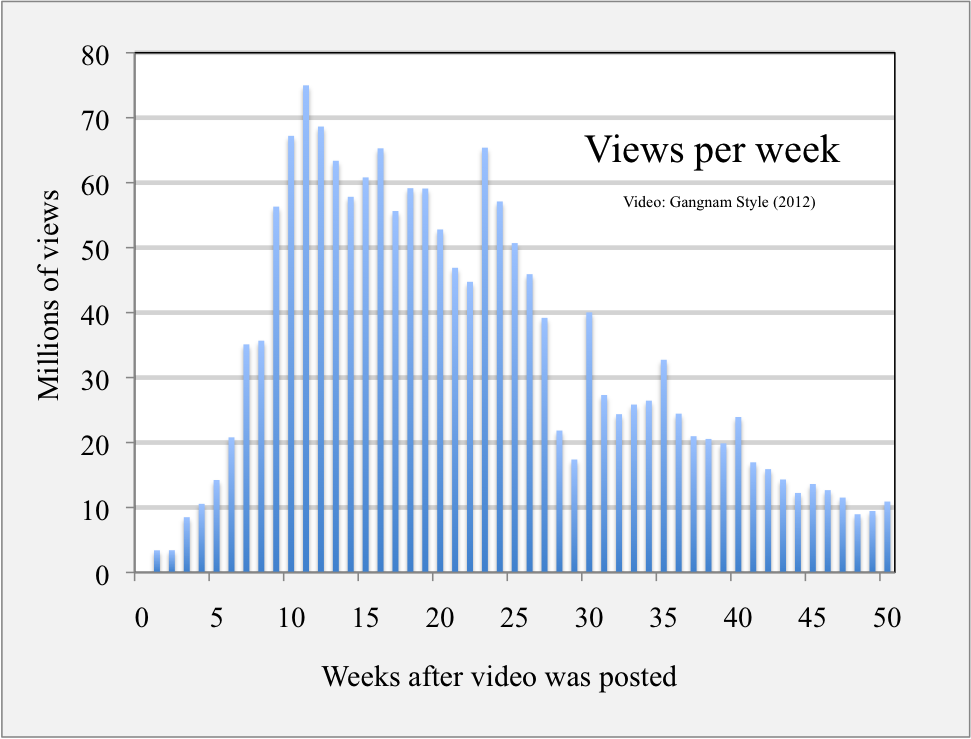
Un video viral o vídeo viral es un cortometraje audiovisual inusitadamente impactante, que la gente comparte a través de las redes sociales y los servicios para vídeos en línea.

Un video viral o vídeo viral es un cortometraje audiovisual inusitadamente impactante, que la gente comparte a través de las redes sociales y los servicios para vídeos en línea, que debido al furor que causan en los espectadores son visualizados y luego compartidos por millones de personas en todo el mundo. 
Es una grabación que ha sido ampliamente difundida a través de Internet, por publicidad o por envío, por correo electrónico, por mensajería instantánea, por blogs y mediante otros sitios web. Las redes sociales como Facebook, Twitter, Google+ y algunas otras de vídeo como YouTube, Dailymotion o Vimeo han facilitado en gran medida el poder de viralización de estos vídeos.  Los vídeos virales suelen ser de carácter humorístico, y pueden proceder de programas televisados o de videos aficionados subidos sin la intención de causar tal impacto, como dramatic chipmunk, Star Wars Kid, Numa Numa, Golimar, Tano Pasman, Ylvis y Trololó de Eduard Khil  entre muchos otros. También, algunos eventos que han sido presenciados se han grabado y se han hecho videos virales.
Debido a la proliferación de móviles con cámara, muchos aficionados graban estas escenas y las cuelgan en portales como YouTube. Dada la disponibilidad de programas de edición de videos es posible mejorar y distribuir grabaciones por correo, o en redes sociales, o por mensajería instantánea, como WhatsApp, entre teléfonos. Estos videos no son comerciales y la única intención de quienes los publican es compartirlos, por ejemplo, con familiares y amigos.